# Shining Alone: Ao Vivo 1981
Singin' Alone é o segundo álbum solo do músico brasileiro Arnaldo Baptista, ex-integrante da banda Os Mutantes. Lançado originalmente em 1982, o álbum representa uma fase introspectiva e experimental da carreira do artista, marcada pela sua recuperação após um grave acidente. Este trabalho foi relançado em CD em 2013, incluindo faixas bônus inéditas.

## Contexto e Gravação
Após a saída de Os Mutantes em 1973 e o lançamento de seu primeiro álbum solo, Lóki? (1974), Arnaldo Baptista enfrentou problemas de saúde mental que culminaram em um grave acidente em 1982. Durante seu período de recuperação, Arnaldo dedicou-se à criação de Singin' Alone, gravado em seu estúdio caseiro com equipamentos básicos e técnicas simples. A produção do álbum foi inteiramente realizada por Arnaldo, que tocou todos os instrumentos, cantou e cuidou da mixagem.
Na época de seu lançamento original, Singin' Alone teve uma recepção modesta, porém positiva entre críticos especializados, que destacaram a coragem e a originalidade de Arnaldo em explorar novos territórios musicais. Com o relançamento em 2013, o álbum ganhou um novo público e foi redescoberto como uma obra-prima de vanguarda, recebendo elogios por sua autenticidade e inovação.
Singin' Alone é frequentemente citado como um dos trabalhos mais subestimados de Arnaldo Baptista, apreciado por sua visão única e por capturar um momento crucial na trajetória do músico.
O álbum original conta com 11 faixas, incluindo algumas das mais notáveis como "Bomba H Sobre São Paulo", "O Sol", "Coming Through The Waves Of Science", "Jesus Come Back To Earth" e "Train". No relançamento de 2013, foram incluídas faixas bônus inéditas que expandem ainda mais a visão artística de Arnaldo durante esse período de sua carreira..

## Faixas
Todas as faixas escritas e compostas por Arnaldo Baptista. 
| CD  |                                       |                |         |  |
| N.º | Título                                | Compositor(es) | Duração |  |
| 1.  | "I Fell In Love One Day"              |                |         |  |
| 2.  | "O Sol"                               |                |         |  |
| 3.  | "Bomba H Sobre São Paulo"             |                |         |  |
| 4.  | "Hoje De Manhã Eu Acordei"            |                |         |  |
| 5.  | "Jesus Come Back To Earth"            |                |         |  |
| 6.  | "The Cowboy"                          |                |         |  |
| 7.  | "Sitting On The Road Side"            |                |         |  |
| 8.  | "Ciborg"                              |                |         |  |
| 9.  | "Corta Jaca"                          |                |         |  |
| 10. | "Coming Through The Waves Of Science" |                |         |  |
| 11. | "Young Blood"                         |                |         |  |
| 12. | "Train"                               |                |         |  |
| 13. | "Balada Do Louco (faixa bônus)"       |                |         |  |

## Músicos
- Arnaldo Baptista: todos os instrumentos, vocais
- Suzana Braga: backing vocals em "The Cowboy" e "Jesus Come Back To Earth"

## Ficha Técnica
- Produzido por: Luiz Calanca
- Gravado em estúdio caseiro
- Selo: Baratos Afins (1982), Virgin (reedição em CD)